# Callistocythere cranekeyensis
Callistocythere cranekeyensis är en kräftdjursart som först beskrevs av H.S. Puri 1960.  Callistocythere cranekeyensis ingår i släktet Callistocythere och familjen Leptocytheridae. Inga underarter finns listade.